# Glenea andamanensis
Glenea andamanensis là một loài bọ cánh cứng trong họ Cerambycidae.